# Leo Sontag
Leo Ludwig August Eugen Sontag (* 8. Juni 1857 in Minden; † 13. Juli 1929 in Hamburg) war ein preußischer General der Infanterie.

## Leben

### Herkunft
Leo war der Sohn des späteren preußischen Generalmajors Guido Sontag (1821–1889) und dessen Ehefrau Karoline, geborene Hofmann (1827–1893). Der spätere preußische Generalleutnant Guido Sontag (1858–1931) war sein Bruder.

### Militärlaufbahn
Nach seiner Erziehung im Kadettenkorps wurde Sontag am 23. April 1874 Sekondeleutnant dem Pommerschen Füsilier-Regiment Nr. 34 der Preußischen Armee in Stettin überwiesen. Zum Premierleutnant wurde er am 1. November 1884 befördert und als solcher am 14. Februar 1885 in das Hessische Jäger-Bataillon Nr. 11 nach Marburg versetzt. Als Kompanieoffizier wurde er am 1. Oktober 1887 zur Potsdamer Unteroffizierschule abkommandiert. À la suite des 3. Magdeburgischen Infanterie-Regiments Nr. 66 wurde er am 1. Oktober 1888 und als Kompanieführer zur Unteroffiziervorschule nach Weilburg kommandiert. Am 14. Dezember 1889 wurde er zum Hauptmann befördert. Unter der Versetzung in das 2. Hanseatische Infanterie-Regiment Nr. 76 wurde Sontag am 22. März 1891 zum Chef der 12. Kompanie in Lübeck ernannt. Vom 20. Juli bis zum 3. September 1892 wurde er zur Infanterie-Schießschule in Spandau kommandiert. Ab dem 17. September 1892 war er unter Stellung à la suite seines Regiments als etatmäßiges Mitglied bei der Infanterie-Schießschule.
Unter der vorläufigen Belassung in seiner Stellung und unter Versetzung wurde Sontag am 22. Mai 1899 à la suite des 4. Hannoverschen Infanterie-Regiments Nr. 164 gestellt und zum überzähligen Major befördert. In das Infanterie-Regiment „von Courbière“ (2. Posensches) Nr. 19 wurde er am 18. Januar 1901 versetzt und zum Kommandeur des I. Bataillons in Görlitz ernannt. Als Oberstleutnant folgte am 10. April 1906 seine Versetzung zum Stab des Pommerschen Füsilier-Regiments Nr. 34. Daran schloss sich seine Verwendung im 3. Magdeburgischen Infanterie-Regiment Nr. 66 an. Zunächst beauftragte man Sontag mit der Führung dieses Regiments und ernannte ihn bei gleichzeitiger Beförderung zum Oberst am 27. Januar 1909 zum Kommandeur. Diesen Posten gab Sontag am 18. November 1909 ab und fungierte bis 21. April 1912 als Kommandeur der Infanterie-Schießschule. Anschließend übernahm er unter Beförderung zum Generalmajor das Kommando über die 33. Infanterie-Brigade in Altona. Mit Wirkung zum 1. Oktober 1912 ernannte man Sontag zum Inspekteur der Jäger und Schützen unter gleichzeitiger Beauftragung mit der Führung des Kommandos des Reitenden Feldjägerkorps. Seine Leistungen wurde am 16. Januar 1914 durch die Verleihung des Roten Adlerordens II. Klasse mit Eichenlaub anerkannt.
Während des Ersten Weltkriegs kommandierte Sontag vom 2. August bis zum 16. September 1914 die 41. Infanterie-Division. In der Schlacht bei Tannenberg warnte er vergebens vor einem Vormarsch auf Waplitz; im Gefecht von Waplitz am 28. August erlitt seine Division eine schwere Niederlage, 2861 Soldaten fielen. Vom 7. Oktober 1914 bis zum 22. Februar 1915 kommandierte er die 18. Reserve-Division. Am 22. März 1915 wurde Sontag zum Generalleutnant befördert. In der Folge hatte er das Kommando vom 30. Juni 1915 bis zum 17. Juni 1916 über die 56. Infanterie-Division, vom 18. Juni 1916 bis zum 24. Februar 1917 die über 113. Infanterie-Division, 1. März bis zum 4. September 1917 das Deutsche Alpenkorps und vom 5. September bis 2. November 1917 die 5. Ersatz-Division.
Mit Dienstalter vom 3. Dezember 1918 wurde Sontag der Charakter als General der Infanterie verliehen.

### Familie
Sontag hatte sich am 15. Dezember 1888 in Spandau mit Marieagnes (* 1867), Tochter des preußischen Generalleutnants Erdmann von Schweinichen und dessen Ehefrau Marie, geborene von Festenberg-Packisch (1843–1919) verheiratet.